# Keteldiep
Het Keteldiep is een van de twee uitmondingen waarmee de rivier de IJssel in het Ketelmeer stroomt. Het Keteldiep is de linker zijarm. De rechter zijarm is het Kattendiep.
Het Keteldiep ligt tussen twee strekdammen. Deze strekdammen met een lengte van 3400 meter, werden vanaf 1826 aangelegd om de bevaarbaarheid van de monding van de IJssel te verbeteren. Tegen de noordelijke strekdam ligt het Keteleiland. Tegen de zuidelijke strekdam ligt de Ketelpolder (Kampen). Het Keteldiep ligt in het Nationaal Landschap IJsseldelta, en ook in het Natura 2000-gebied Uiterwaarden van de IJssel.
Het vaarwater wordt gebruikt door binnenvaartschepen tot en met CEMT-klasse Va en pleziervaart.